# Aube dorée (Grèce)
Pour les articles homonymes, voir Aube dorée et XA.

Drapeau d'Aube dorée.

Aube dorée (en grec Χρυσή Αυγή (Chrysí Avgí), abrégé en ΧΑ) et de son nom complet Association populaire – Aube dorée (Λαϊκός Σύνδεσμος Χρυσή Αυγή (Laïkós Sýndesmos Chrysí Avgí)) est un parti politique grec d'extrême droite, néo-nazi,,,,,,. Le parti en revanche ne s'est jamais défini ainsi et rejette explicitement cette appellation,, bien que ses archives et documents internes fassent l'éloge du régime hitlérien,,.
Initialement le nom d'une revue créée en 1980, le parti est dirigé par Nikólaos Michaloliákos qui le fonda en 1993. Il fait son entrée à la Vouli lors des législatives de mai 2012 et y conserve sa délégation jusqu'à celles de juillet 2019.
Son discours s'articule notamment autour de thèmes irrédentistes (Épire du Nord, Chypre, conflit de la mer Égée), xénophobes, souverainistes, natalistes, partisans du « droit du sang », avec entre autres pour slogan « Pour une Grèce qui appartiendra aux Grecs » (Για μια Ελλάδα που θα ανήκει στους Έλληνες). Le parti a été membre du Front national européen et, de 2015 à 2017, de l'Alliance pour la paix et la liberté.
À l'issue d'un procès de cinq ans, le 7 octobre 2020, Nikólaos Michaloliákos et six autres cadres du parti sont reconnus coupables de « direction et appartenance à une organisation criminelle ». Quarante-cinq autres députés et membres d’Aube dorée sont reconnus coupables d’« appartenance » à une telle organisation.

## Historique

### Fondation
L’histoire de cette organisation débute en décembre 1980 avec la diffusion du premier numéro d’un petit magazine nommé Χρυσή Αυγή (Aube dorée), publié par de jeunes nationaux-socialistes, des jeunes de l’ancienne organisation fasciste Parti du 4-Août et par Nikólaos Michaloliákos. La revue, quelques numéros portant le sous-titre Revue nationale-socialiste, publie des articles parlant entre autres de nazis comme Magda Goebbels, Alfred Rosenberg, le juriste Roland Freisler, de néonazis comme Colin Jordan ou d’organisations liées au régime nazi comme les SS, avec de nombreuses photographies et images tirées du Troisième Reich.
Ce magazine à partir duquel fut créée, en 1981, Laikos syndesmos (la Ligue populaire), le premier nom de l’Aube dorée cessait sa publication en avril 1984. Nikólaos Michaloliákos devient alors chef de la section jeunesse de l’Union politique nationale. En janvier 1985, Michaloliakos quitte l’Union politique nationale et fonde le mouvement national populaire – Aube dorée.

### Un groupe marginal (1985-2012)
Pendant quelques années, Aube dorée reste une petite organisation marginale semi clandestine de quelques centaines de membres. En 1990, I. Perdikaris, le numéro 2 de l'organisation, et une quinzaine de responsables ouvertement néonazis quittent Aube dorée en raison de désaccords sur la stratégie.
Aube dorée n'est encore, au début des années 1990, qu'un groupuscule agissant principalement dans le centre d’Athènes, qui agresse régulièrement des syndicalistes, des militants de gauche et des immigrés. Lors de son deuxième congrès, en 1992, Aube dorée décide de se développer plus ouvertement via des activités publiques. Devenu officiellement un parti politique en 1993, elle participe un an plus tard aux élections européennes et recueille 7 264 voix (0,11 %). En 1999, elle fait alliance avec la section grecque du Front national européen et obtient 48 532 voix (0,75 %).
En 1996, le parti participe pour la première fois aux élections législatives et recueille 4 487 voix (0,07 %) et 19 636 (0,3 %) en 2009.
En 1998, Yannopoulos et plusieurs autres membres quittent le parti pour désaccord politique.
En 2005, à la suite d'affrontements avec des anarchistes, Aube dorée cesse ses activités politiques et rejoint Alliance patriotique (en), une alliance composée d'Aube dorée, d’anciens membres du LAOS et d’autres transfuges de groupuscules d’extrême droite qui cesse de fonctionner au printemps 2007. En mars 2007, Aube dorée tient son sixième congrès où la reprise de l’activisme politique est décidée. La publication du magazine reprend et les sites web sont de nouveau tenus à jour.
Les élections municipales de 2010 marque le début des succès électoraux d'Aube dorée. Le parti gagne son premier siège à la municipalité d'Athènes avec 5,3 % des voix. Il sera occupé par Michaloliákos. D'après le journaliste Stávros Lygerós (el), le parti obtient jusqu'à 20 % dans certains quartiers à forte concentration de migrants.

### Succès électoraux (2012-2015)

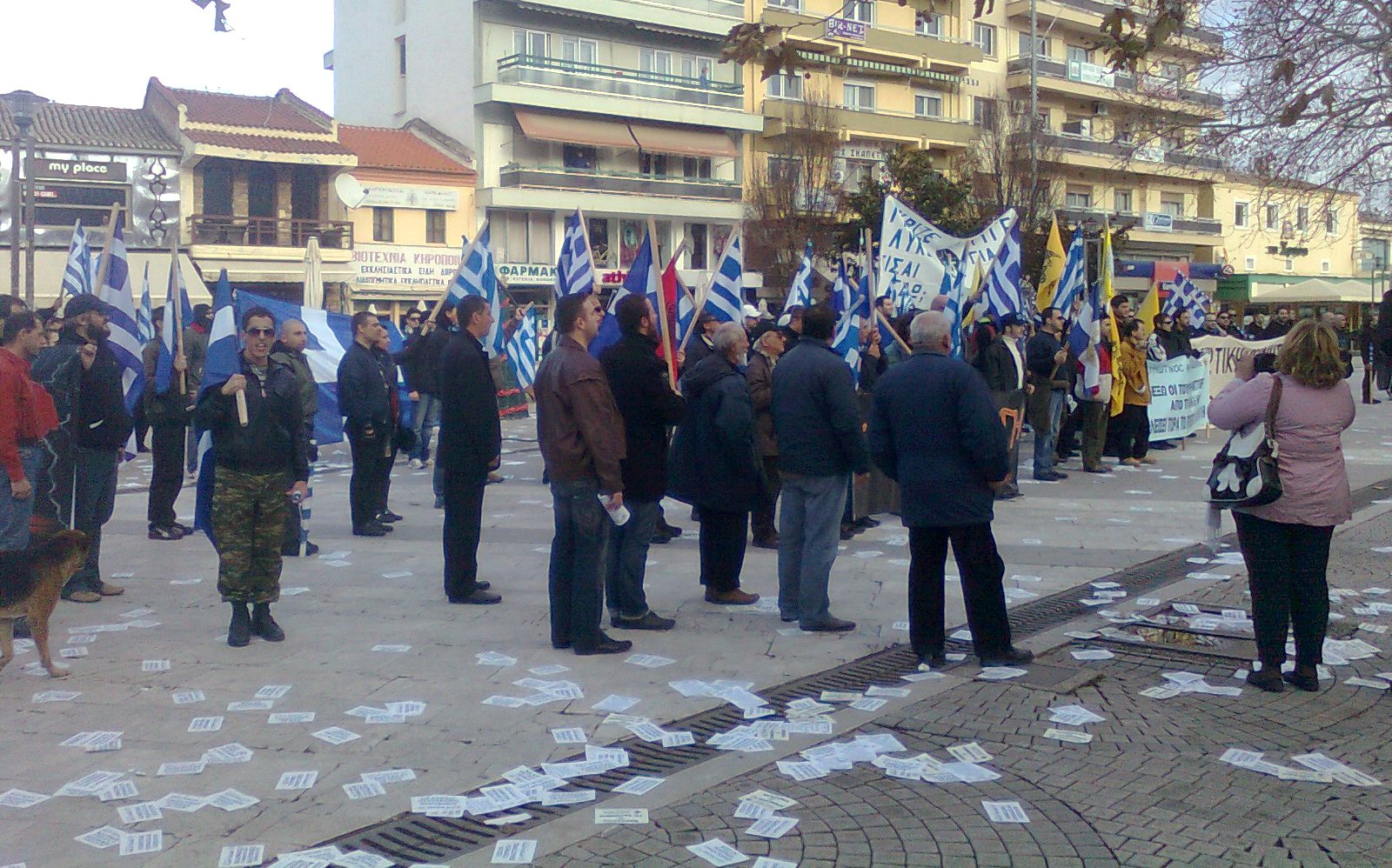
Militants d'Aube dorée en décembre 2010.

La crise de la dette publique grecque débute fin 2009. Le gouvernement Papandréou révèle les véritables comptes de l'État. Sous la pression des règles européennes, le gouvernement enchaîne les plans d'austérité et doit s'adresser au FMI, qui n'intervient qu'en échange de privatisations nombreuses.
La scène politique grecque est complètement bouleversée : les deux grands partis de gouvernement, PASOK et ND, recueillant autrefois plus des trois quarts des voix, s'effondrent et ne représentent plus qu'à peine le tiers à eux deux (une prime à la pluralité permettant une coalition).
Surtout, en novembre 2011, le gouvernement Papadímos prend ses fonctions, soutenu par le parti d'extrême droite LAOS, qui fait son entrée au gouvernement. Pour Flora Genoux du Monde, cela change la donne à l'extrême droite : Aube dorée, plus radical encore, peut alors s'opposer au gouvernement.
Le parti, crédité de 1,5 % des voix en avril 2011, passe à 2,5 % fin janvier 2012, et dépasse le seuil de représentativité (3 %) durant la campagne, montant même à 6,5 %.
À la fin du scrutin, Aube dorée devient le sixième parti en nombre de voix : derrière ND, la gauche radicale « anti-austérité » (SYRIZA), le PASOK, les Grecs indépendants (AN.EL.) et le Parti communiste de Grèce (KKE), mais devant la Gauche démocrate. Selon les résultats officiels, il obtient 440 894 voix, soit 6,97 % de l'électorat, et 21 députés sur les 300 que compte le parlement grec. Le dirigeant du parti, Nikólaos Michaloliákos, déclare à la suite de ces élections : « L'heure de la peur a sonné pour les traîtres à la patrie ».
De nouvelles élections ayant été prévues pour juin en raison de l'incapacité à constituer un gouvernement, Aube dorée confirme sa percée en réalisant 6,92 % des suffrages exprimés (425 981 voix, -0,05 %) et obtient 18 sièges (-3),, devenant ainsi le cinquième parti de Grèce.
En juin 2013, un député du parti a été expulsé de l'hémicycle pour « insulte ». Une violente altercation verbale l'a opposé au président de la séance, Ioánnis Dragasákis, un membre de SYRIZA, parti de la gauche radicale. Panayiótis Iliópoulos a entre autres qualifié de « gang » le parti SYRIZA et de « troupeau de chèvres », ses députés. Ajoutant à la confusion, le cri de « Heil Hitler » a ensuite résonné trois fois. Début 2014, neuf députés d'Aube dorée, dont Nikólaos Michaloliákos, étaient inculpés pour participation à une « organisation criminelle ».
Lors des élections municipales de 2014, Aube dorée réalise une importante percée dans de nombreuses municipalités, par exemple à Athènes où il récolte 16,12 % des voix et obtient 4 élus (ce qui en fait la quatrième force de la capitale avec un nombre d'élus égal à celui du parti au pouvoir). Dans la région de l'Attique, Aube dorée réalise 11,13 % des suffrages et devient la quatrième force politique de la région. Au niveau national, le vote Aube dorée représente 8,10 % des suffrages.
Lors des élections européennes de mai 2014, en obtenant 9,40 % des voix, Aube dorée devient le troisième parti de Grèce devant les socialistes du PASOK ou encore les communistes du KKE, alors que les sondages quelques jours avant les élections estimaient son score entre 5,70 % et 8,70 %[réf. nécessaire]. À l'issue de ces élections, Aube dorée obtient trois eurodéputés.
Aube dorée réalise le score de 6,28 % des voix lors des élections législatives de janvier 2015. Devenus la troisième force politique du pays, ils obtiennent 17 sièges au parlement soit seulement un de moins par rapport aux Élections législatives grecques de juin 2012.
Lors des élections législatives de septembre 2015, Aube dorée décroche 18 sièges (soit un de plus par rapport aux élections de janvier de la même année) avec un score de 6,99 %.

#### Facteurs de succès

##### Effondrement de l'Alerte populaire orthodoxe
Le 11 novembre 2011, l'Alerte populaire orthodoxe (LAOS) participe à une coalition gouvernementale faisant entrer deux ministres de ses rangs dans le gouvernement Papadímos. Ainsi le ministère des Transports et des Infrastructures revient à Mavroudís Vorídis et le secrétariat d'État au Développement, de la Compétitivité et des Affaires maritimes à Spyrídon-Ádonis Georgiádis. Le LAOS s'est cependant retiré du gouvernement le 10 février 2012 par opposition au plan d'austérité présenté par Loukás Papadímos.
À l'occasion des élections législatives anticipées de mai 2012, il perd tous ses élus au Parlement hellénique, n'obtenant que 2,9 % des suffrages exprimés.

##### Impact de la crise grecque
La crise économique et financière qui frappe le pays à partir de 2008 permet au parti, jusqu'alors marginal, de s'implanter à grande échelle. L'Union Européenne et le Fonds monétaire international (FMI) imposent à la Grèce une sévère politique d'austérité, mêlant coupes dans les dépenses sociales, réduction du nombre de fonctionnaires, hausse des impôts et privatisations. Cette politique conduit à une hausse considérable du chômage, de la pauvreté et de l’émigration.
Dans son programme, Aube dorée veut rejeter les plans de sauvetage économique de la Grèce, effacer la dette du pays et expulser les immigrés. Le parti propose d'ailleurs de miner la frontière avec la Turquie pour empêcher l'arrivée de ceux-ci.

##### Stratégie sur le terrain

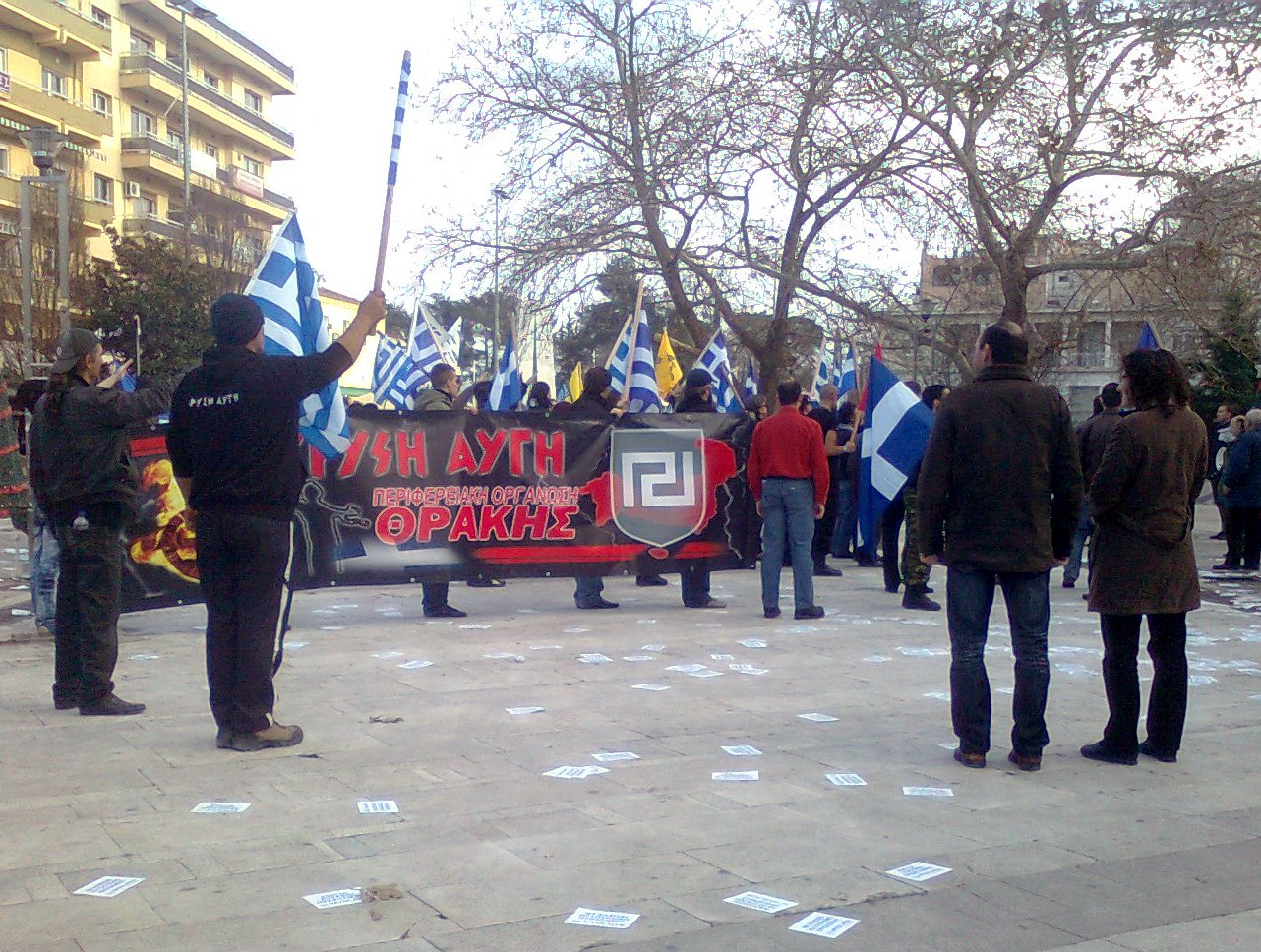
Manifestation d'Aube dorée en décembre 2010.

D'après des témoignages recueillis par Le Monde, Aube dorée est très active sur le terrain auprès de son électorat cible :
- rondes dans les quartiers à forte criminalité ressentie ;
- accompagnement des personnes âgées ;
- distribution de nourriture aux familles grecques « de souche » les plus pauvres[69],[70].

Ses militants se font également remarquer pour :
- des agressions, armés de barres de fer, contre les immigrés, avec une complicité supposée de la police[56],[71] ;
- la formation d'escadrons visant à attaquer des militants de gauche et d'extrême gauche[72] ;
- des perturbations des bureaux de vote lors des élections de mai 2012[73] ;
- des menaces et intimidations des employés de Médecins du monde-Grèce dans les locaux même de l'ONG[74].

Les politologue et historien Jean-Yves Camus et Nicolas Lebourg qualifient ainsi Aube Dorée de « parti-milice ». Entre janvier 2012 et avril 2013, le parti a été impliqué dans au moins 281 attaques racistes, prenant pour cibles plus de 400 personnes.
Concernant la relation du parti avec la police, le journaliste Dimitris Parra explique que « dans les années 1990 et 2000, la police et les forces de sécurité voulaient qu'Aube dorée fasse le sale boulot pour eux en réprimant les manifestations gauchistes et anarchistes. Il y a eu une coopération entre les policiers anti-émeutes, qui sont souvent recrutés dans les rangs des forces spéciales, et Aube dorée. » Une analyse réalisée par Al Jazeera à l'issue des élections législatives de 2012 observe qu'un fort pourcentage de policiers a voté pour la formation néonazie. Le parti bénéficie aussi de soutiens parmi les hauts fonctionnaires de justice et dans les milieux d’affaires.
Depuis le 23 février 2013, le parti organise des cours d'« éveil national » aux enfants de 6-10 ans, accompagnés de leurs parents ; le 31 janvier 2013, le site Internet d’une section locale d’Aube dorée avait publié un texte de l’auteur George Georgalas, initialement publié en 1967, sur la valeur et l’importance d’endoctriner les enfants.

### Dissensions internes et chute électorale (depuis 2015)
En 2014, alors que Michaloliákos est en détention préventive, le porte-parole du parti Ilías Kassidiáris est chargé d'établir la liste électorale pour les élections européennes de mai. Il décide de choisir des cadres extérieurs au parti, notamment les anciens lieutenants généraux Elefthérios Synadinós et Geórgios Epitídios. Cette stratégie sera payante puisque le parti remporte 9,39 % des voix et élit trois députés dont les deux anciens militaires. Cependant, en avril 2018, Synadinós quitte la parti tout en gardant son siège au Parlement européen. Au journal Kathimeriní, il indique que « Michaloliákos est d'avis qu'Aube dorée devrait rester un club fermé » et dénonce le fait que sa femme Eléni Zaroúlia soit député au Parlement, tout comme leur fille Ouranía qui l'est à la municipalité d'Athènes. Ce départ suit celui du député Geórgios Galéos, un mois plus tôt, lequel déclare que son départ « est dû exclusivement aux choix politiques d'Aube dorée et de l'image qu'elle promeut ». Il rejoint l'Alerte populaire orthodoxe. En juin, l'ancienne député Déspina Sveróni-Chondronássiou, rejoint le nouveau parti de Synadinós, l'Union radicale patriotique (el).
Michaloliákos décide de ne pas reconduire les députés restants, Epitídios et Lámbros Foundoúlis, sur la liste électorale des élections européennes de mai 2019, préférant des cadres de longue date du parti, tels que Ioánnis Lagós et Athanásios Konstantínou. À la suite de cela, Epitídios et Foundoúlis quittent le parti,. Le journal Kathimeriní demande à Epitídios « s'il fut une victime du bras de fer entre Michaloliákos et Kassidiáris pour le contrôle du parti », il répond que « cette hypothèse ne peut être exclue ». À la suite de l'élection, le parti voit son score chuter de 9,4 % à 4,9 % et perd un député par rapport à 2014. D'après un sondage de sortie des urnes, 12 % des électeurs d'Aube dorée ce seraient tournés vers la Solution grecque et 12,6 % vers la Nouvelle démocratie. C'est une défaite électorale pour le parti qui ne réussit pas à attirer plus d'électeurs à la suite de l'accord de Prespa, ratifié fin janvier par le Parlement grec, qu'Aube dorée considère d'haute trahison et qui serait rejeté par une majorité de la population,.
Les élections législatives de juillet 2019 sont une nouvelle défaite pour le parti, qui échoue de peu à atteindre le seuil d'éligibilité de 3 % lui faisant fait perdre la totalité de ses députés,. À la suite de cela, cinq anciens députés quittent Aube dorée : Panayiótis Iliópoulos, Geórgios Germenís, Nikólaos Koúzilos, Sotiría Vláchou (el) ainsi que Lagós, élu un mois auparavant au Parlement européen. Ils fondent un nouveau parti politique, Conscience populaire nationale, avec Lagós à sa tête et avec le soutien de Konstandínos Plévris. Le départ de Lagós laisse Aube dorée avec un seul député au Parlement européen.
En juin 2020, c'est au tour de Kassidiáris de quitter le parti. Il affirme avoir proposé à Michaloliákos une réorganisation totale du parti afin d'en faire une opposition politique sérieuse lors de la prochaine législature. Cette proposition ayant été refusée, il fonde son propre parti, Grecs pour la Patrie, qu'il veut baser sur le modèle des partis nationalistes européens actuels, comme la Ligue du Nord. Il est notamment rejoint par Foundoúlis ainsi que les députés de son groupe à la municipalité d'Athènes, à l'exception d'Ouranía Michaloliákou,.
Aube dorée se retrouve sans député au Parlement européen à la suite du départ en août 2020 de Konstantínou. De son côté, Aube dorée affirme qu'il a été mis à la porte puisqu'ayant voté pour le versement par l'UE de 485 millions d'euro à la Turquie dans le cadre de leur accord sur l'immigration.
Néanmoins, en dépit du déclin électoral d'Aube dorée, ses idées imprègnent le parti au pouvoir (Nouvelle Démocratie) et la politique gouvernementale sur la question migratoire. Durant le procès à l'issue duquel le parti d’extrême droite a été reconnu organisation criminelle, des preuves ont révélé que ND avait collaboré secrètement avec lui. En avril 2014, le plus proche conseiller du Premier ministre Antónis Samarás avait été surpris dans une vidéo en train de discuter de manière familière avec le porte-parole d'Aube Dorée et de lui livrer des informations au sujet des poursuites judiciaires lancées à l'encontre de son parti. Une part importante de la droite traditionnelle était alors prête à collaborer avec l'extrême-droite et à radicaliser son discours pour capter son électorat.

## Idéologie

### Un parti néo-nazi
Dans ses premiers programmes, Aube dorée se réclame explicitement de l’idéologie national-socialiste et en adopte les symboles. À certaines occasions, l'organisation va jusqu’à adorer la figure d’Adolf Hitler. Son slogan appelle à « un nouvel holocauste, pour nettoyer la place ». Le parti tente ensuite, à partir du milieu des années 2000, de se donner une image plus respectable pour progresser électoralement et cesse de se présenter officiellement comme nazi.
Cependant, les différentes publications du parti, ses membres et les structures affiliées, font fréquemment usage d'une symbolique plus ou moins ouvertement néonazie, (croix gammées stylisées). Des publications sur papier et des sites en ligne privés et non officiels comportent de nombreux articles et photographies concernant des organisations ou des personnalités liées au Troisième Reich, comme la SS ou Magda Goebbels par exemple.
Nikólaos Michaloliákos, fondateur du parti, s'est vu reprocher un salut nazi au conseil municipal d'Athènes, où il a été élu en novembre 2010. Mais le caractère nazi du geste est remis en cause par certains proches du mouvement qui affirment que le salut par le bras droit a été repris de la culture grecque par les Italiens et les Allemands, et que par conséquent, il serait originellement un geste culturel grec. Artémios Matthaiópoulos, député de 2012 à 2015, est quant à lui bassiste dans un groupe punk suprématiste blanc dont le répertoire est réputé pour son racisme et son antisémitisme. En 2014, des vidéos montrent Chrístos Pappás – député de 2012 à 2019 et alors numéro deux du parti – enseigner le salut nazi à de jeunes enfants.
Par ailleurs, Aube dorée est également épinglée pour des remarques et des positions homophobes. Les homosexuels et les Roms n'ont pas le droit d’adhérer au parti.
Selon l'avocat Thanassis Kambayiannis, trois groupes de sympathisants du parti seraient à distinguer : un noyau dur aux convictions fascistes, prêt à commettre des actions violentes et des crimes ; un électorat d’extrême droite classique ; et un électorat contestataire votant pour Aube dorée par colère contre la classe dirigeante plutôt que par adhésion à son idéologie.

### Antisémitisme et négationnisme
En mars 2013, la police transmet au Parquet un enregistrement vidéo raciste et antisémite mais peu vu en Grèce montrant le candidat d'Aube dorée Alexandros Plomaritis faisant campagne à Athènes en déclarant sur le ton de la plaisanterie à ses amis le sort réservé aux militants de gauche et aux immigrés : « Nous sommes prêts à ouvrir les fours (...), nous en ferons des savons pour laver les voitures et les trottoirs (...), on fabriquera des abat-jour avec leur peau », lance-t-il notamment. Il a été pour cela condamné en 2014 à de la prison avec sursis.
Le 14 mai 2012, Nikólaos Michaloliákos, le chef du parti, a remis en cause la mort des six millions de Juifs pendant la Seconde Guerre mondiale au cours d'une interview accordée à une chaîne de télévision, niant l'existence des chambres à gaz et des fours crématoires dans les camps d'extermination nazis. Sa fille Ourania Michaloliakos, responsable du pôle jeunesse du parti, soutient dans une interview en 2013 que « le monde entier devrait avoir un problème avec les juifs », mais précise que « les musulmans sont pour nous un ennemi bien plus dangereux encore ». Le 18 octobre 2012, l’épouse de Michaloliákos, Eléni Zaroúlia (députée de 2012 à 2019), qualifie les immigrés de « sous-hommes » lors d’un discours au Parlement grec.

### Relations avec l'extrême droite européenne
Ilías Kassidiáris, député et porte parole du mouvement, réfute le qualificatif de « néo-nazi » et classe politiquement Aube dorée comme l'équivalent du Front national français en Grèce. Jean-Yves Camus relevait en 1997 que « lors de la fête des BBR [Bleu Blanc Rouge] en septembre 1995, le stand du FNJ [Front national de la Jeunesse] exposait trois revues grecques Ellopia et Ellénismos, à caractère plutôt culturel, ainsi que Chrysi Avghi (L'aube dorée), mensuel du mouvement néo-nazi et négationniste du même nom qui s'est présenté sans succès aux élections législatives de 1997 ». Cependant, cet auteur distingue fortement ces deux mouvements : à la différence du Front national français des années 2010, Aube dorée est un parti ouvertement néo-nazi et relève, au sein d'une extrême droite traditionnelle se rattachant encore au fascisme, des « formations de témoignage qui s’opposent clairement à la démocratie ». Dans le même ordre d'idées, pour Magali Balent, spécialiste des extrémismes et des nationalismes en Europe, Aube dorée serait plutôt comparable, en France, au mouvement du Bloc identitaire. Plusieurs organisations d'extrême droite française sont proches du mouvement : ainsi, pour France 3 Rhône-Alpes, les Jeunesses nationalistes « considèrent les néo-nazis grecs d'Aube dorée comme leurs camarades », ce que revendiquent Alexandre Gabriac, ex-président des Jeunesses, mais également Yvan Benedetti, ex-président de L'Œuvre française (groupuscule dont les Jeunesses sont la branche activiste). Le parti entretient des liens très fort avec le mouvement chypriote Front populaire national.
En 2018, Ilías Kassidiáris, alors membre du parti, s'est déclaré admirateur du vice-premier ministre italien Matteo Salvini et a ajouté que les seuls pays européens non hypocrites étaient ceux de Visegrád. Il a demandé pourquoi les migrants musulmans ne se rendaient pas en Arabie saoudite ou dans d'autres pays islamiques et a déclaré : « À l'Aube dorée, nous voulons donner la priorité aux demandeurs d'asile chrétiens. Et, de toute façon, la Grèce ne peut pas continuer à accueillir tout le monde. Au pouvoir, nous mettrons les migrants économiques en prison, au lieu de les accueillir dans des hotspots, comme le fait SYRIZA. ». Kasidiaris a ensuite quitté le parti en 2020 pour former le parti plus modéré des Grecs pour la Patrie.

### Plan national
En 2015, Aube dorée a présenté son « plan national » pour la sortie de crise de la Grèce :
- Augmentation de la production agricole et la fabrication.
- Récompense du travail acharné et mise en œuvre d'une « méritocratie ».
- Exploitation des réserves de pétrole, de gaz et de métaux précieux de la Grèce.
- Audit et annulation d'une partie de la dette publique qu'ils jugent illégale.
- Exigence auprès du gouvernement allemand qu'il rembourse un emprunt imposé à la Grèce pendant l'occupation de la Grèce par les Allemands durant la Seconde guerre mondiale.
- Conclusion d'accords de libre-échange avec la Russie, l’Iran et la Chine ; et enlever les formalités administratives bloquant le commerce.
- Proclamation de la zone économique exclusive de la Grèce
- Extension des eaux territoriales de la Grèce à 12 milles marins, comme convenu par la Convention des Nations unies sur le droit de la mer.
- Abrogation de l'immunité des parlementaires aux poursuites pénales, aux arrestations et aux mises en détention dans l'exercice de leurs fonctions.
- Suppression du financement des partis provenant des taxes et utilisez plutôt les dons.
- Réduction de la taille du Parlement grec à 180 membres.
- Dissolution de ce qu'ils appellent ploutocratie.
- Allègements fiscaux aux investisseurs, hommes d'affaires et armateurs qui n'emploient que des travailleurs grecs et transfèrent leur capital dans des banques nationales.
- Rejet des personnes recrutées dans le secteur public à la suite d'un supposé copinage.
- Expulsion de tous les immigrants entrés illégalement en Grèce.
- Subvention des maternités et offre d’allègements fiscaux aux jeunes parents et aux familles nombreuses.
- Nationalisation des banques ayant reçu des prêts de l'État.
- Nationalisation des ressources naturelles

### Politique étrangère
Aube dorée se définit comme eurosceptique, s'opposant à la participation de la Grèce à l'Union européenne et dans la zone euro,. Le parti a été membre entre 2015 et 2017 de l'Alliance pour la paix et la liberté, mouvement européen souvent qualifié de néofasciste et rassemblant des partis ultranationalistes.
Chrístos Pappás, le numéro 2 du parti aurait déclaré Israël « ennemi éternel de la Grèce et de l'orthodoxie », et juge inacceptable la décision de Donald Trump de reconnaitre Jérusalem capitale d'Israël. Par ailleurs, le parti considère Istanbul comme ville grecque et l'appelle Constantinople.
Sur son site en anglais, le parti dénonce une supposée coalition « turco-sioniste ».
Des membres d'Aube Dorée ont également brûlé des drapeaux des États-Unis et le drapeau d'Israël témoignant que l'idéologie du parti est antisioniste et anti-américaine.
Aube dorée soutient Bachar el-Assad lors de la guerre civile syrienne.

## Rapports avec les médias
Le 8 mai 2012, à la suite de son entrée au Parlement hellénique, Aube dorée a organisé une conférence de presse dans un « style musclé qui rappelle un peu la période de la montée du nazisme » ; les journalistes présents ont été contraints de se lever « en marque de respect pour le dirigeant de ce parti »,. Le 12 avril 2012, la journaliste Xenia Kounalaki avait fait l’objet de menaces sur le site Internet du parti.

## Poursuites judiciaires
Le porte-parole du mouvement et député, Ilías Kassidiáris, est jugé à partir du 11 juin 2012 pour son implication dans un vol avec violence en 2007. Il est soupçonné d'avoir été au volant de la voiture qui transportait les cinq hommes qui ont attaqué, poignardé et dévalisé un étudiant. Il nie tout lien avec l'affaire. Il est aussi recherché pour avoir frappé au cours d'un débat télévisé en direct deux femmes politiques : Rena Dourou de la SYRIZA (Gauche radicale) et Liana Kanelli du Parti communiste de Grèce (KKE). Puisque le Parlement hellénique a été dissous, Kasidiaris n'est plus protégé par son immunité parlementaire,.
Le 30 juin 2014, avec l'inculpation d'Artémios Matthaiópoulos, tous les députés du mouvement sont à cette date sous le coup de poursuites judiciaires pour « appartenance à une organisation criminelle ».
En 2018, dans le cadre d'un procès de 69 membres d'Aube dorée accusés d'avoir dirigé une organisation criminelle, des enregistrements téléphoniques dévoilent la connivence de policiers, notamment des membres des unités antiterroristes et anti-émeutes, avec Aube dorée.
Des militants sont aussi poursuivis pour la tentative d'assassinat sur quatre pêcheurs égyptiens à Pérama, ainsi que de l'attaque de syndicalistes des chantiers navals en 2013.
Le verdict du tribunal tombe le 7 octobre 2020 : Nikólaos Michaloliákos et six anciens membres de l'Aube dorée sont reconnus coupables en tant que dirigeants d'une organisation criminelle. Quarante-cinq autres députés et membres d’Aube dorée sont reconnus coupables d’appartenance à une telle organisation.
Le 14 octobre suivant, la cour pénale prononce des peines à l'encontre de plus d’une cinquantaine des 68 accusés, condamnés pour des crimes tels que direction d’une organisation criminelle, meurtre, agression ou possession illégale d’armes :
- treize ans de prison à l'encontre de Nikólaos Michaloliákos, Ioánnis Lagós, Ilías Kassidiáris, Ilías Panayiótaros, Geórgios Germenís et Chrístos Pappás,
- dix ans de prison à l'encontre de Artémios Matthaiópoulos.
- Yórgos Roupakiás, le meurtrier de Pávlos Fýssas, est condamné à une peine de réclusion à perpétuité.

Onze autres accusés sont acquittés.

## Assassinat de Pávlos Fýssas
Le 18 septembre 2013, un militant d'Aube dorée poignarde à mort un militant antifasciste de 34 ans, le rappeur Pávlos Fýssas, à la sortie d'un bar dans la banlieue d'Athènes. Il est arrêté et reconnaît les faits. L'émotion populaire est forte et plusieurs milliers de manifestants se rassemblent pour protester contre cet assassinat politique. Le parti a nié toute implication dans les faits, dénonçant une « exploitation politique ». L’enquête révèle cependant que les dirigeants locaux du parti avaient rassemblé et armé une cinquantaine de militants dans le but prémédité d'agresser le rappeur antifasciste.
Le 28 septembre 2013, Nikólaos Michaloliákos et quatre autres députés sont arrêtés par la police dans le cadre de cette enquête,.
Le 1er novembre 2013, deux militants du parti (Manolis Kapelonis, 22 ans, et Giorgos Fountoulis, 27 ans) sont abattus en pleine rue à Athènes par deux hommes à moto. L'assassinat est revendiqué par un groupe d'extrême gauche inconnu, « les Pouvoirs révolutionnaires combattants du peuple », en représailles à l'assassinat de Pávlos Fýssas. Le groupe n'a revendiqué aucune autre action et l'enquête judiciaire, confiée à la section anti-terroriste de la police grecque, n'a donné lieu à aucune poursuite pénale.
Le 17 septembre 2015, Nikólaos Michaloliákos admet au nom d'Aube dorée « la responsabilité politique » de l'assassinat de Pávlos Fýssas tout en le condamnant.

## Secrétaire général
| Portrait               | Identité                            | Période          | Période | Durée |
| Portrait               | Identité                            | Début            | Fin     | Durée |
| ---------------------- | ----------------------------------- | ---------------- | ------- | ----- |
| Nikólaos Michaloliákos | Nikólaos Michaloliákos (né en 1957) | 1er janvier 1985 |         |       |

## Résultats électoraux

### Élections parlementaires
| Année          | Voix    | %   | Rang | Sièges   | Gouvernement        |
| -------------- | ------- | --- | ---- | -------- | ------------------- |
| 1996           | 4 537   | 0,1 | 14e  | 0 / 300  | Extra-parlementaire |
| 2009           | 19 636  | 0,3 | 10e  | 0 / 300  | Extra-parlementaire |
| mai 2012       | 440 966 | 7,0 | 6e   | 21 / 300 | Opposition          |
| juin 2012      | 426 025 | 6,9 | 5e   | 18 / 300 | Opposition          |
| janvier 2015   | 388 447 | 6,3 | 3e   | 17 / 300 | Opposition          |
| septembre 2015 | 379 722 | 7,0 | 3e   | 18 / 300 | Opposition          |
| 2019           | 165 709 | 2,9 | 7e   | 0 / 300  | Extra-parlementaire |

### Élections européennes
| Année | Voix    | %   | Rang | Sièges | Groupe       |
| ----- | ------- | --- | ---- | ------ | ------------ |
| 1994  | 7 242   | 0,1 | 19e  | 0 / 22 |              |
| 2009  | 23 566  | 0,5 | 12e  | 0 / 22 |              |
| 2014  | 536 910 | 9,4 | 3e   | 3 / 21 | Non-inscrits |
| 2019  | 275 821 | 4,9 | 5e   | 2 / 21 | Non-inscrits |

### Élections régionales
| Région                        | Année 2010 | Année 2010 | Année 2014 | Année 2014 | Année 2019 | Année 2019 |
| Région                        | %          | Sièges     | %          | Sièges     | %          | Sièges     |
| ----------------------------- | ---------- | ---------- | ---------- | ---------- | ---------- | ---------- |
| Attique                       | Absent     | 0 / 101    | 11,13      | 6 / 101    | 5,59       | 6 / 101    |
| Crète                         | Absent     | 0 / 51     | 3,32       | 1 / 51     | 2,07       | 1 / 51     |
| Égée-Méridionale              | Absent     | 0 / 51     | 5,73       | 2 / 51     | 3,14       | 2 / 51     |
| Égée-Septentrionale           | Absent     | 0 / 41     | Absent     | 0 / 41     | Absent     | 0 / 41     |
| Épire                         | Absent     | 0 / 51     | 3,94       | 2 / 51     | 1,21       | 1 / 51     |
| Grèce occidentale             | 1,88       | 0 / 51     | 7,82       | 2 / 51     | 2,69       | 1 / 51     |
| Grèce centrale                | Absent     | 0 / 51     | 9,04       | 2 / 51     | 2,52       | 1 / 51     |
| Îles ioniennes                | Absent     | 0 / 41     | 5,15       | 1 / 41     | 4,09       | 2 / 41     |
| Macédoine centrale            | Absent     | 0 / 71     | 8,74       | 3 / 71     | 3,83       | 3 / 71     |
| Macédoine occidentale         | Absent     | 0 / 51     | 4,71       | 1 / 51     | 2,08       | 1 / 51     |
| Macédoine orientale et Thrace | Absent     | 0 / 51     | 5,96       | 2 / 51     | 3,62       | 2 / 51     |
| Péloponnèse                   | 1,45       | 0 / 51     | 9,01       | 2 / 51     | 2,72       | 1 / 51     |
| Thessalie                     | Absent     | 0 / 51     | 6,91       | 2 / 51     | 2,52       | 1 / 51     |

### Films documentaires
- Angélique Kourounis, « "Aube Dorée :Une affaire personnelle", 90 min d'Angélique Kourounis (Grèce) », sur Youtube, 2016
- Håvard Bustnes, « Les femmes d'Aube dorée » , sur Arte, 2017